# Грб Вршца
Грб Вршца је симбол Града Вршца. Током своје историје, од кад је проглашен слободним градом, грб Вршца није се мењао, што га чини једним од ретких грбова на територији Србије али и читаве Југоисточне и источне Европе. Град носи овај печатни грб још од 1804, а први пут је статутом одређен и описан 1964. године.

## Грб Града
Статут Вршца грб града описује овако:
Грб Града је кружног облика и садржи у горњем плану вршачко горје са средњевековном тврђавом и вршачком кулом, испод које су на падинама представљени виногради. Изнад тврђаве налази се рука Јанка Халабуре, вође сељачког устанка с краја XVI века, са сабљом на коју је набодена глава турског војсковође. У првом плану приказана је силуета Вршца са бедемима, а испод бедема су оранице.
Око грба Града исписан је текст: SIGILLUM PRIVILEGIATAE COMMUNITATIS 1804.
Иако Вршац носи такозвани печатни грб, понекад је могуће овај грб видети и постављеног на штит, што неки сматрају малим грбом града, док печатну верзију сматрају средњим грбом.

## Историја
Почетком 18. века, Вршац је ослобођен османске власти након више од 150 година. Сем Срба који су ту живели од раније, у насеље се 1717. године досељавају углавном Немци као колонисти. Наредне године, Вршац постаје део Тамишког Баната и седиште Вршачког котара, а немачки колонисти оснивају ново насеље крај Вршца - Немачки Вршац. Године 1794. ова два насеља се уједињују у једно, којим су наизменично управљали Срби и Немци, а почетком 19. века Вршац добија статус слободног трговачког града.

## Додељивање грба
Као и сваки слободни град, и Вршац је морао имати грб. Он се у данашњем изгледу први пут појавио на Тржишној повељи коју је Вршцу 1804. године подарио аустријски цар Фрања II, и то за изузетне ратне и мирнодопске заслуге. Најзначајније личности на овом подухвату биле су Михаило Корман, градоначелник и Константин Спајић, сенатор чији су ликови нашли места на самој повељи, одмах испод грба града Вршца. Узор за грб највероватније био је печатњак бившег Немачког Вршца из 1777. године. Међутим, на том печату нема класичног симбола српских градова у аустријској монархији - одсечене турске главе натакнуте на сабљу. Дакле, и сам грб града био је мешавина српских и немачких симбола.

## Опис грба
У смеђем прстену око грба, уз ивицу, смештен је натпис на латинском језику SIGILLUM PRIVILEGIATAE COMMUNITATIS VERSCEZ 1804., што на латинском значи "печат привилеговане општине Вршац 1804.". На самом грбу унутар прстена, лева падина зеленог брега покривена је шумом смеђе боје, а већи део брега покривају парцеле винограда, по којима је Вршац надалеко познат. На брегу је вршачко утврђење у свом првобитном изгледу из 15. века. Десно од утврђења приказана је црква Светог крижа. У подножју брега протеже се град са мноштвом зграда, а међу њима јасно су уочљиве три цркве: Саборна Николајевска, Светог Герхарда и Успенска црква. На плавом, изнад утврђења, представљена је рука Јанка Халабуре обмотана тканином, која држи сабљу са набијеном главом турског аге, из које цури крв, у сећање на двобој између овог народног јунака и турског заповедника града током Банатског устанка.

## У комунистичкој Југославији
Након Другог светског рата, у држави на власт долази Комунистичка партија, а све већи број градова и општина у Југославији израђује своје симболе у виду нехералдичких композиција које су називане амблемима, у складу с новом државном идеологијом, а прављене су са идејом да буду коришћене као значке или плакете које би се додељивале заслужним колективима или појединцима. Међутим, Вршац је био поштеђен тога, те је и даље наставио да носи свој печатни грб.
Године 1964, статутом је одређен грб града на коме је панорама Вршца, у залеђу су брегови са виновом лозом и на врху обележја дуге традиције: кула (тврђава-обележје града из средине XIV века) са капелом (саграђена на месту посебног поштовања везаног за култ вод), и Халабурина рука (спомен на сељачки устанак против Турака у Банату 1594. године).